# Йонуге
Йонуге (фр. Yonougé) — деревня в Чаде, расположенная на территории региона Тибести. Входит в состав департамента Западное Тибести. Население составляют представители субэтнической группы теда народа тубу.

## География
Деревня находится в северо-западной части Чада, в юго-западной части плоскогорья Тибести, на высоте 778 метров над уровнем моря.
Йонуге расположен на расстоянии приблизительно 938 километров к северо-северо-востоку (NNE) от столицы страны Нджамены. Ближайшие населённые пункты: Дебасан, Мусой, Губон, Зуар, Шерда.
Климат деревни характеризуется как аридный жаркий (BWh в классификации климатов Кёппена).

## Транспорт
Ближайший аэропорт расположен в городе Зуар.